# Flower (canção de Jisoo)
"Flower" (Em coreano: 꽃; RR: Kkot) (estilizado em letras maiúsculas) é o single de estreia gravado pela cantora sul-coreana Jisoo, integrante do grupo feminino sul-coreano Blackpink. A faixa foi lançada em 31 de março de 2023 através das gravadoras YG Entertainment e Interscope Records como primeira canção de divulgação de seu primeiro single álbum Me (2023). Descrita como uma canção dos genêros pop, dance e trap de ritmo médio que incorpora melodias tradicionais coreanas e elementos caribenhos, com seu conteúdo lírico sobre como superar um relacionamento abusivo. Foi composta por Jisoo, Vince, Teddy, Kush e VVN e composta pelos dois últimos ao lado de 24, que cuidou da produção.
"Flower" foi um sucesso comercial e alcançou a posição número dois na Billboard Global 200, tornando-se a primeira canção de maior sucesso por uma artista solo coreana entre os dez primeiros na parada. A canção liderou a parada de canções da Coreia do Sul da Billboard e alcançou a posição número dois no Circle Digital Chart. A canção liderou as paradas em Hong Kong, Malásia, Cingapura, Taiwan e Vietnã, e alcançou a posição dez na Hungria, Indonésia, MENA e Filipinas. A faixa também se tornou a canção de maior sucesso de uma artista solo coreana no Canadian Hot 100, no NZ Singles Chart e no UK Singles Chart. Um vídeo musical para a canção foi carregado no canal oficial do Blackpink no YouTube simultaneamente com o lançamento do single.
"Flower" recebeu críticas positivas dos críticos musicais, que elogiaram sua produção e sua letras sofisticada, bem como os vocais de Jisoo. Para promover a canção, a cantora apareceu e se apresentou no programa musical sul-coreano Inkigayo. Em 5 de abril, Jisoo recebeu sua primeira vitória em um programa de música apenas cinco dias após o lançamento do single no Show Champion. Ela recebeu seis vitórias em programas de canção no Show Champion, M Countdown, Music Bank, Show! Music Core e Inkigayo.

## Antecedentes e lançamento
Após o lançamentos dos projetos solo das integrantes Jennie, "Solo" (2018), do single álbum de Rosé, R (2021) e do single álbum de Lisa, Lalisa (2021), a atenção da mídia internacional se voltou para Jisoo como a última integrante do Blackpink a estrear como solista. Em 2 de janeiro de 2023, a YG Entertainment confirmou que Jisoo estava gravando músicas para seu single álbum e havia concluído as filmagens das sessões de fotos da capa do álbum. Em 21 de fevereiro, sua gravadora revelou que as filmagens de seu vídeo musical estavam em andamento em um local ultrassecreto no exterior, com o maior orçamento de produção que já investiram em um vídeo musical do Blackpink. Em 5 de março, os primeiros teasers foram carregados nas contas oficiais das redes sociais do Blackpink, confirmando que seu projeto seria lançado em 31 de março de 2023. Em 19 de março, o primeiro single do álbum foi confirmado como "Flower" com um teaser pôster incluindo o título escrito em hangul na forma de uma flor. "Flower" foi lançado para download digital e streaming como o single principal do projeto Me.

## Composição e recepção crítica
"Flower" foi escrita por Jisoo, Vince, Teddy, Kush e VVN e composta pelos dois últimos ao lado de 24, que ficou encarregado da produção. A canção foi descrita como uma faixa pop, dance e trap que incorpora melodias tradicionais coreanas e elementos caribenhos, caracterizado por um som de baixo "distintivo", arranjo mínimo, letras poéticas e "vocais únicos de Jisoo".
Rhian Daly, escrevendo para a NME, elogiou o conteúdo poético, bem como a nova produção de "Flower", nomeando-a uma das melhores canções do gênero k-pop do ano. Daly observou que a música conseguiu "misturar elegância com inventividade e elementos da produção moderna com sonoridade mais tradicional", entrega, que ele sentiu conseguiu fazer a letra parecer muito pessoal, bem como manter a atenção do ouvinte. Escrevendo para a Rolling Stone, Tim Chan elogiou a "produção de estalar os dedos" da música, bem como a entrega vocal confiante de Jisoo, que ele sentiu que conseguiu fazer a letra parecer muito pessoal, bem como manter a atenção do ouvinte. Samantha H. Chung, do The Harvard Crimson, classificou "Flower" como uma "estreia elegante e descontraída", apreciando o "groove maduro e sofisticado dos versos que cria um som quase indie" e o "gancho atraente" da música, embora ela tenha criticado sua "cadência sinuosa". Chung descobriu que a música combinava bem com Jisoo e elogiou seu "carisma discreto" por carregar a faixa.